# American Economic Review
Az American Economic Review egy havi, lektorált tudományos folyóirat, amelyet az American Economic Association ad ki. Először 1911-ben jelent meg, és a közgazdaság-tudomány egyik legrangosabb és legelőkelőbb folyóirataként tartják számon.  A jelenlegi főszerkesztő Esther Duflo ( MIT ). A szerkesztőség székhelye Pittsburgh . 

## Története
Az Amerikai Gazdasági Egyesületet 1885-ben alapították. 1856-tól 1907-ig az egyesület az American Economic Association kiadványait adta aki. Az első kötet 1886. (március) - 1887. (január) között jelent meg, 6 számban. A 2. kötet 1887-1888-ban és így tovább 1896-ig (11. kötet). Ugyanebben az évben megjelent egy szám: Általános tartalom és tárgymutató az I–XI. kötetekről. A legtöbb kötet csak egy szöveget tartalmazott, mint például a 4. kötet 2. száma (1889. április), amely Sidney Webb Szocializmus Angliában című cikkét tartalmazta.

## Fordítás
Ez a szócikk részben vagy egészben  az   American Economic Review című angol Wikipédia-szócikk ezen változatának fordításán alapul.  Az eredeti cikk szerkesztőit annak laptörténete sorolja fel. Ez a jelzés csupán a megfogalmazás eredetét és a szerzői jogokat jelzi, nem szolgál a cikkben szereplő információk forrásmegjelöléseként.